# 石川真理絵
石川 真理絵（いしかわ まりえ、1967年8月8日 - ）は、日本の元AV女優。
兵庫県出身（ビデオによっては神奈川県出身となっているものがある。）、身長：155cm 、スリーサイズ：B80・W62・H85。血液型：A型

## 人物
趣味：スケッチ、ジョギング

## 作品
現在のところ、DVDや動画になっている作品がほとんどない。

### アダルトビデオ
1987年
- ニンフォマニア（1987年、VIP）
- アダルトビデオマガジン Juice 10（1987年、VIP）＊オムニバス作品

1988年
- 恋慕 BALLAD/バラード（1988年3月18日、VIP）
- イノセント（1988年7月8日、VIP）
- 恋より刺激（1988年9月2日、VIP）
- 麗人第1部 共同愛人論（1988年、VIP）
- 麗人第2部 ガラスの奴隷（1988年、VIP）
- GET UP わたしの中へ（1988年、VIP）
- ア・ソ・コ　一番感じてる（1988年、VIP）

1989年
- 真里絵シンドローム（1989年4月17日、コロナ社）
- 都会のアリス（1989年5月13日、宇宙企画]）
- 濡れて、感じて、Hする。（1989年5月22日、笠倉出版社）
- ガラスの妖精（1989年7月16日、宇宙企画]）
- ハートにキッス（1989年8月、VIP）
- 真里絵シンドローム 2（1989年、コロナ社）
- SECRET ZONE（1989年、ジャパンホームビデオ）
- リップ・バージン（1989年、サザンクロス）

1990年
- ベスト・セレクション Vol.4（1990年1月10日、宇宙企画]）＊オムニバス作品
- プリンセス＆プリンセス Vol.1（1990年、コロナ社]）＊オムニバス作品
- プリンセス＆プリンセス Vol.2（1990年、コロナ社]）＊オムニバス作品

### カセット
- マドンナメイトカセット　石川真理絵 濡れた指先（1989年1月1日、二見書房）

### 写真集
- ISHKAWA et MARIE（1989年1月10日、英知出版）撮影:伊藤隼 ISBN 9784938610258